# 12866 Yanamadala
A 12866 Yanamadala (ideiglenes jelöléssel 1998 KL65) a Naprendszer kisbolygóövében található aszteroida. A LINEAR projekt keretében fedezték fel 1998. május 22-én.